# Methanomethylicia
„Ca. Methanomethylicia“ (früher auch „Ca. Methanomethylia“)  ist eine vorgeschlagene Klasse (Kandidatenklasse) von Archaeen, deren Vertreter in anoxischen (sauerstofffreien) Umgebungen mit hohen Methanflüssen (Methandurchsatz) leben, ähnlich wie einige Bathyarchaeen.
Diese Klade war ursprünglich als ein Phylum mit der Bezeichnung „Ca. Verstraetearchaeota“ vorgeschlagen worden, eine frühere provisorische Bezeichnung ist auch Terrestrial Miscellaneous Crenarchaeota Group (TMCG).

## Genom und Stoffwechsel
Das Genom dieser Archaeen kodiert die Gene, die für die methylotrophe Methanogenese benötigt werden, und könnten Energie durch einen ähnlichen Mechanismus erhalten, wie er für die obligat H2-abhängigen methylotrophen „Methanomassiliicoccales“ im Reich Methanobacteriati (früher Euryarchaeida), Phylum (Thermoplasmata) und die „Methanofastidiosa“ (alias Arc-I-Gruppe oder WSA2-Gruppe; Phylum Methanobacteriota, ebenfalls im Reich Methanobacteriati, siehe Methanogenese) vorgeschlagen wurde. „Ca. Methanomethylicia“ und „Ca. Bathyarchaeia“ zeigen, dass die Methanogenese nicht nur im Reich Methanobacteriati (Euryarchaeida) vorkommt und somit ein älterer Stoffwechsel ist als ursprünglich erwartet.

## Etymologie
Die Bezeichnung „Verstraetearchaeota“ wurde vorgeschlagen in Anerkennung der Beiträge von Professor Willy Verstraete (Centre for Microbial Ecology and Technology der Universität Gent, Belgien) zur Entwicklung und Anwendung von technischen mikrobiellen Ökosystemen (z. B. anaerobe Fermenter). Der Suffix ‚-archaeota‘ verweist auf ein (ursprünglich vorgeschlagenes) Archaeenphylum.
Die Bezeichnung „Methanomethylicia“ kommt von neulateinisch Methanomethylicus und meint einen Methan-Produzierer, der Suffix ‚-ia‘ zeigt eine Klasse an.

## Systematik

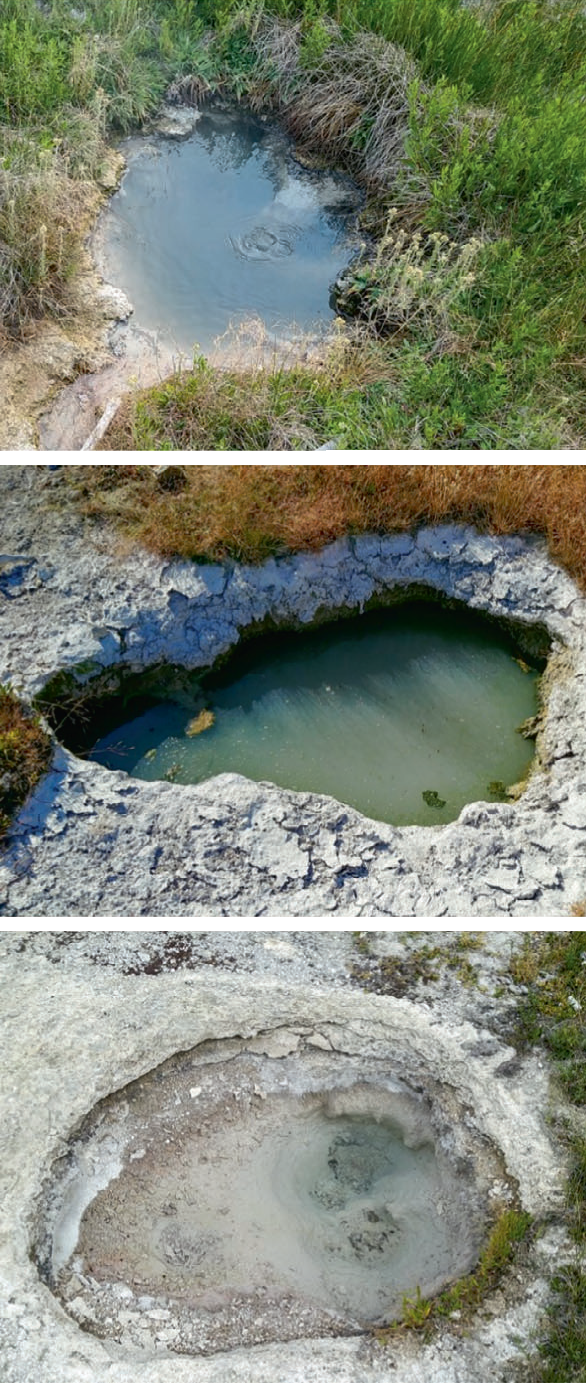
Quelltümpel im Lower Culex Basin, Yellowstone-Nationalpark, aus denen Proben entnommen wurden: (B) LCB003, Probe am 24. Juli 2019 mit LCB003-007, (C) LCB019, Probe am 25. Juli 2019 mit LCB019-004, LCB019-019, LCB019-026 (D) LCB024, Probe am 23. Juli 2019 mit LCB024-024, LCB024-038. Balken: 30 cm.

Die List of Prokaryotic names with Standing in Nomenclature (LPSN) stuft die ursprünglich als Phylum  „Ca., Verstraetearchaeota“ vorgeschlagene Klade heute als Klasse „Ca. Methanomethylicia“ ein (wobei der Bezeichner „Verstraetearchaeota“ dort weiter formal im Rang eines Phylums mit den übergeordneten Thermoproteota synonymisiert wird, was aber nicht mit dem Umfang der jeweils bezeichneten Klade zu tun hat).
Die Taxonomie der Genome Taxonomy Database (GTDB) ordnet die Nezhaarchaeen und Culexarchaeen als Ordnungen (nebst einer weiteren provisorisch als o__CALHIW01 bezeichneten Gruppe) den Methanomethylicia zu.
In der LPSN sind erstere als Phylum „Ca. Nezhaarchaeota“ direkt im Reich Thermoproteati angesiedelt; die Culexarchaeen sind in der LPSN unbekannt.
In der Taxonomie des NCBI sind die Nezhaarchaeen als Phylum „Ca. Nezhaarchaeota“, die Culexarchaeen als Phylum „Ca. Culexarchaeota“, und die Methanomethylicia selbst als Phylum „Ca. Methanomethylicota“  direkt dem Reich Thermoproteati zugeordnet.
Systematik der „Methanomethylicia“ gemäß LPSN, sowie Genome Taxonomy Database (GTDB) und National Center for Biotechnology Information (NCBI) mit Stand 20. Juni 2025:
Klasse „Ca. Methanomethylicia“ corrig. Vanwonterghem et al. 2016
Klasse [ „Ca. Methanomethylia“ Vanwonterghem et al. 2016]
- Ordnung „Ca. Methanohydrogenicales“ corrig. Berghuis et al. 2019
Ordnung [„Ca. Methanohydrogenales“ Berghuis et al. 2019]
  - Familie „Ca. Methanohydrogenicaceae“ Berghuis et al. 2019
    - Gattung „Ca. Methanohydrogenicus“ Berghuis et al. 2019
      - Spezies „Ca. Methanohydrogenicus jinzeense“ Berghuis et al. 2019, mit
        - Stamm JZ bin 37 – Fundort: Heißer Quelltümpel,[15][16] Tengchong, Yunnan

      - Spezies „Ca. Methanohydrogenicus thermophilus“ Berghuis et al. 2019 (Typusart), mit
        - Stamm JZ bin 38 – Fundort: Heißer Quelltümpel,[17][16] Tengchong, Yunnan

- Ordnung „Ca. Methanomediales“ Berghuis et al. 2019
  - Familie „Ca. Methanomediaceae“ Berghuis et al. 2019
    - Gattung „Ca. Methanomedium“ Berghuis et al. 2019
      - Spezies „Ca. Methanomedium jinzeense“ Berghuis et al. 2019, mit
        - Stamm JZ bin 30 – Fundort: Heißer Quelltümpel,[18][16] Tengchong, Yunnan

- Ordnung „Ca. Methanomethylicales“ corrig. Vanwonterghem et al. 2016 (bzw. corrig. Berghuis et al. 2019)
Ordnung [„Ca. Methanomethyliales“ Vanwonterghem et al. 2016 (bzw. Berghuis et al. 2019)]
  - Familie „Ca. Methanomethylicaceae“ corrig. Vanwonterghem et al. 2016 (bzw. corrig. Berghuis et al. 2019)
Familie [„Ca. Methanomethyliaceae“ Vanwonterghem et al. 2016 (bzw. Berghuis et al. 2019)]
    - Gattung „Ca. Methanomethylicus“ Vanwonterghem et al. 2016
      - Spezies „Ca. Methanomethylicus mesodigestus“ corrig. Vanwonterghem et al. 2016
Spezies [„Ca. Methanomethylicus mesodigestum“ Vanwonterghem et al. 2016,
Spezies „Ca. Methanomethylicota archaeon UBA76“,
Spezies „Ca. Verstraetearchaeota archaeon UBA76“], mit
        - Stämme V1; V2; UBA76; POMEDNA-A01 und 7-NCT_042 (GTDB)

      - Spezies „Ca. Methanomethylicus oleisabuli“ corrig. Vanwonterghem et al. 2016
Spezies [„Ca. Methanomethylicus oleusabulum“ Vanwonterghem et al. 2016,
Spezies „Ca. Methanomethylicota archaeon UBA156“,
Spezies  „Ca. Verstraetearchaeota archaeon UBA156“], mit
        - Stämme V3 und UBA156

      - Spezies Methanomethylicus sp024464205 (GTDB) [Ca. Methanomethylicia archaeon isolate (NCBI)], mit
        - Stamm LCB019-004 – Fundort: Lower Culex Basin, Yellowstone-Nationalpark[19]

      - Spezies Methanomethylicus sp028683025 (GTDB) [Ca. Methanomethylicus sp. isolate OWC_0001 (NCBI)], mit
        - Stamm OWC_0001 (GTDB) & NCBI) – Fundort: Süßwasser: Boden in einem Feuchtgebiet am Old Woman Creek (OWC),[20] Ohio

    - Gattung „Ca. Methanosuratincola“ corrig. Vanwonterghem et al. 2016 [„Ca. Methanosuratus“ Vanwonterghem Vanwonterghem et al. 2016] (GTDB, in der LPSN in eigener Klasse „Ca. Methanosuratincolia“ der Thermoproteota

- Ordnung „Ca. Methanomethylovorales“ Hua et al. 2019 (LPSN)
  - Familie „Ca. Methanomethylovoraceae“ Hua et al. 2019 (LPSN)
    - Gattung „Ca. Methanomethylovorus“ Hua et al. 2019 (LPSN) [WYZ-LMO10 (GTDB, wegen JZ-2_bin_200, dort aber in Fam. Methanomethylicaceae)]
      - Spezies WYZ-LMO10 sp004347955, mit
        - Stamm WYZ-LMO10 (GTDB & NCBI) – Fundort: Sediment einer Thermalquelle in/am Shoshone Lake, Yellowstone-Nationalpark
        - Stamm LCB024-024 (GTDB & NCBI) – Fundort: Lower Culex Basin, Yellowstone-Nationalpark[19]
        - Stamm LCB019-026 (GTDB & NCBI) – Fundort: Lower Culex Basin, Yellowstone-Nationalpark[19]
        - Stamm SJ3.Bin27 (GTDB & NCBI) – Fundort: Thermalquelle Smokejumper3, Smoke Jumper Hot Springs,[21] Yellowstone-Nationalpark

      - Spezies WYZ-LMO10 sp014361445 (GTDB) [Ca. Methanomethylicales archaeon isolate MAG-3 (NCBI)], mit
        - Stamm MAG-3

      - Spezies WYZ-LMO10 sp026414165 (GTDB) [Ca. Methanomethyliaceae archaeon isolate SKW203 (NCBI)], mit
        - Stamm SKW203

      - Spezies „Ca. Methanomethylovorus thermophilus“ Hua et al. 2019 (LPSN) [WYZ-LMO10 sp029887795 (GTDB, wg. JZ-2_bin_200), mit
        - Stamm JZ-2 bin_200 alias JZ-2_bin_200 – Fundort: Heißer Quelltümpel JinZe 2 (JZ-2),[16] Tengchong, Yunnan

    - ?Gattung WYZ-LMO11 (GTDB, dort aber in Fam. Methanomethylicaceae, d. h. evtl zusammen mit „Ca. Methanosuratincola“ in eigene Klasse Methanosuratincolia gem. LPSN)]
      - Spezies WYZ-LMO11 sp004348015 (GTDB) [Ca. Methanomethylicota archaeon isolate WYZ-LMO11 (NCBI)], mit
        - Stamm WYZ-LMO11 (GTDB & NCBI) – Fundort: Sediment einer Thermalquelle in/am Shoshone Lake, Yellowstone-Nationalpark
        - Stamm LCB003-007 (GTDB & NCBI) – Fundort: Lower Culex Basin, Yellowstone-Nationalpark[19]
        - Stamm LCB024-038 (GTDB & NCBI) – Fundort: Lower Culex Basin, Yellowstone-Nationalpark[19]
        - Stamm Verst-YHS

      - Spezies WYZ-LMO11 sp020832905 (GTDB), mit
        - Stamm Bin S31 (GTDB & NCBI) – Fundort: Quelle GGS063 bei Scalloped Spring,[22] Gesir Spring Group, Yellowstone-Nationalpark
- Ordnung „Ca. Methanomethyloarchaeales“ Hua et al. 2019
  - Familie „Ca. Methanomethyloarchaeaceae“ corrig. Hua et al. 2019
Familie [„Ca. Methanomethyloarchaeceae“ Hua et al. 2019]
    - Gattung „Ca. Methanomethyloarchaeum“ Hua et al. 2019
      - Spezies „Ca. Methanomethyloarchaeum antiquum“ Hua et al. 2019, mit
        - Stamm GMQP bin_44

- ?Ordnung o__CALHIW01 (GTDB)
  - Familie f__CALHIW01 
    - Gattung CALHIW01
      - Spezies CALHIW01 sp038845975, mit
        - Stamm JZ-1_201705_bins_15

      - Spezies CALHIW01 sp938030905, mit
        - Stamm S1_Bin_METABAT__10_1

Abgespalten wurde:
Klasse „Ca. Methanosuratincolia“ Wu et al. 2024